# Простосєрдов Микола Миколайович
Микола Миколайович Простосє́рдов (рос. Николай Николаевич Простосердов; нар. 10 серпня 1873, Перм — пом. 1 травня 1961, Москва) — радянський вчений-винороб, доктор біологічних наук з 1940 року, професор з 1944 року.

## Біографія
Народився 10 серпня 1873 року в Пермі (Російська імперія). 1897 року закінчив природне відділення фізико-математичного факультету Санкт-Петербурзького університету, але диплом отримав лише в 1908 року, оскільки напередодні останнього іспиту був заарештований у справі «Союзу боротьби за визволення робітничого класу» і поміщений у в'язницю; потім засланий в Закавказзя, де за революційну діяльність йому двічі був продовжений термін.
Працював хіміком-виноробом, старшим фахівцем з виноробства в різних виноградо-виноробних установах Російської імперії, в тому числі в Сакарському розпліднику, з 1913 року в енохімічній лабораторії в Новочеркаську (перетворена у Всеросійський науково-дослідний інститут виноградарства і виноробства імені Я. І. Потапенка), при департаменті землеробства у Москві. Після Жовтневої революції — на науковій, педагогічній та керівній роботі. У 1924 році був заарештований, рішенням «трійки» засуджений як ворог народу і засланий на Соловки. Тут вчений у хімічній лабораторії вивчав лікарські та технічні рослини Соловецького острова, написав низку статей, які в 1925—1927 роках були опубліковані. У 1927 році, за клопотанням А. І. Мікояна, був звільнений і направлений до Вірменії заступником директора створеної дослідної станції.
З 1943 року науковий керівник Центральної науково-дослідні лабораторії виноробної промисловості та одночасно (до 1958 року) професор Московської сільськогосподарської академії імені К. А. Тімірязєва.
Помер у Москві 1 травня 1961 року.

## Наукова діяльність
Наукові дослідження в галузі мікробіології, хімії бродіння, дегустації; творець увології, способу дифузійного спиртування вин. Член редколегії і один з укладачів праці «Ампелографія СРСР» (1946). Автор понад 180 наукових робіт. Серед них:
- Основы дегустации вина. — Москва, 1952;
- Основы виноделия. — М., 1955;
- Изучение винограда для определения его использования (увология). — Москва, 1963.

## Відзнаки
- Заслужений діяч науки і техніки РРФСР (1945);
- Нагороджений орденами Трудового Червоного Прапора і «Знак Пошани».